# 대한통일당
대한통일당은 1999년 2월에 창당된 대한민국의 정당이다. 예전 이름은 새로운 신당이었다. 2002년 새천년민주당에 흡수 합병되었다.